# هانیو هاسه
هانیو هاسه (آلمانی: Hannjo Hasse؛ ‏ ۳۱ اوت ۱۹۲۱ – ۵ فوریهٔ ۱۹۸۳) بازیگر اهل آلمان شرقی بود. وی بین سال‌های ۱۹۴۵ تا ۱۹۸۳ میلادی فعالیت می‌کرد.
از فیلم‌ها یا برنامه‌های تلویزیونی که وی در آن نقش داشته‌است، می‌توان به کوپرنیک، آزادی، پسران خرس بزرگ، ستاره‌ها، روزی که دنیا را تکان داد و پل اشاره کرد.